# 御領駅 (広島県)
御領駅（ごりょうえき）は、広島県福山市神辺町下御領にある、井原鉄道井原線の駅。

## 歴史
- 1999年（平成11年）1月11日：井原線開業と同時に設置[1]。

## 駅構造

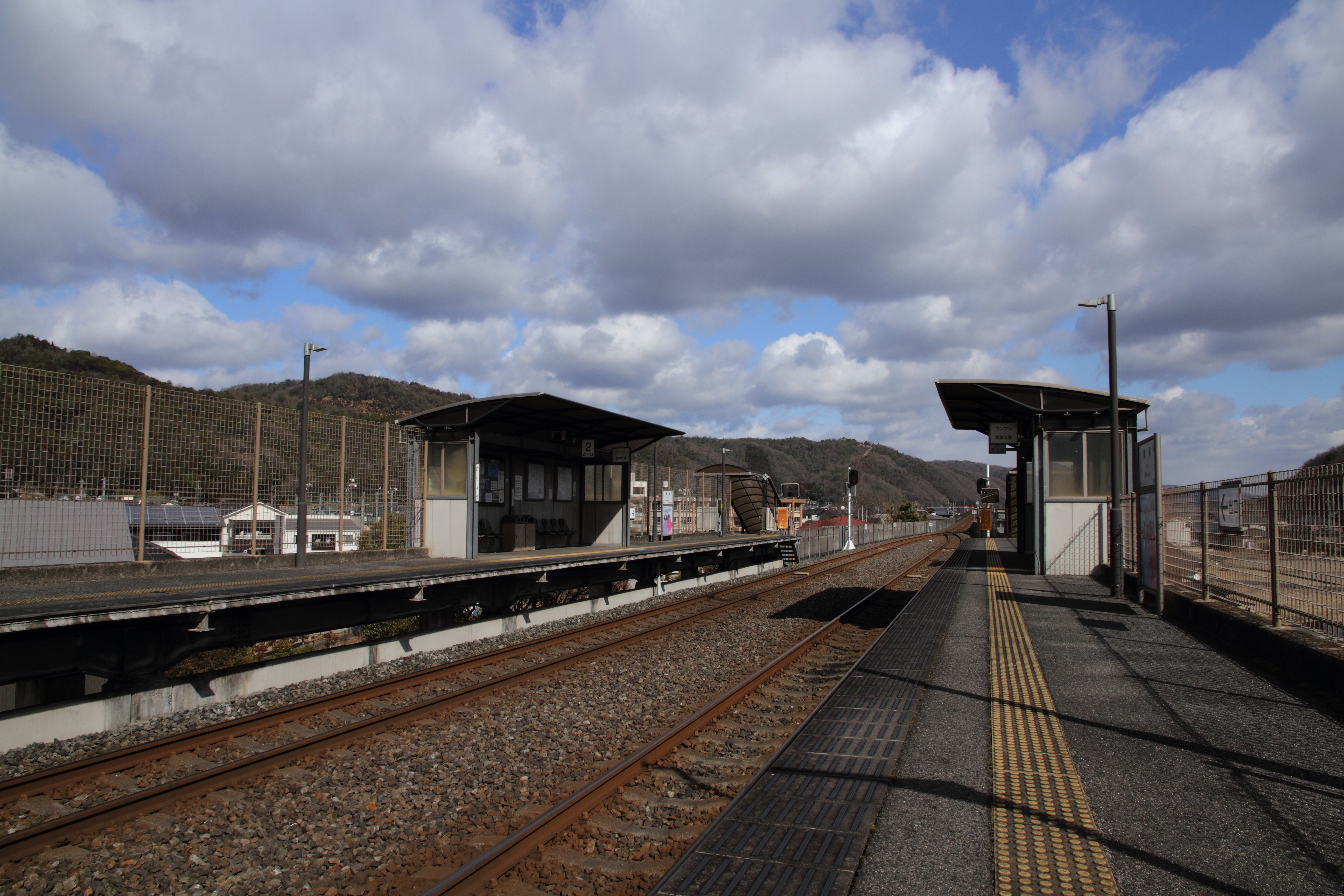
構内（2022年2月）

相対式ホーム2面2面で列車交換が可能な高架駅。直接ホームに上がる形の無人駅であるが、高架下に待合所を有する。自動券売機等は設置されていない。駅名標下部に近くの堂々公園と鬼伝説をモチーフにしたイラストが描かれている。

### のりば
| ホーム | 路線    | 方向 | 行先           |
| ------ | ------- | ---- | -------------- |
| 1      | ■井原線 | 下り | 神辺方面       |
| 2      | ■井原線 | 上り | 井原・総社方面 |

- 通常の営業列車では使用されないが、1番のりばは総社方面への折り返しにも対応する。

## 利用状況
1日平均の乗車人員は以下の通りである。
| 年度               | 1日平均 乗車人員 | 1日平均 乗降人員 |
| ------------------ | ---------------- | ---------------- |
| 2003年（平成15年） | 27               |                  |
| 2004年（平成16年） | 49               |                  |
| 2005年（平成17年） | 調査なし         |                  |
| 2006年（平成18年） | 36               |                  |
| 2007年（平成19年） | 調査なし         |                  |
| 2008年（平成20年） | 33               |                  |
| 2009年（平成21年） | 調査なし         |                  |
| 2010年（平成22年） | 36               |                  |
| 2011年（平成23年） | 調査なし         |                  |
| 2012年（平成24年） | 調査なし         |                  |
| 2013年（平成25年） | 47               |                  |
| 2014年（平成26年） | 調査なし         |                  |
| 2015年（平成27年） | 調査なし         |                  |
| 2016年（平成28年） | 調査なし         |                  |
| 2017年（平成29年） | 調査なし         |                  |
| 2018年（平成30年） |                  | 93               |

## 駅周辺
- 福山市立神辺東中学校
- 福山市立御野小学校
- 御領郵便局
- 福山通運福山神辺流通センター
- 国道313号
- 国道486号
- 広島県道・岡山県道102号下御領井原線
- 堂々公園
- 八丈岩

## その他
- パークアンドライド用に、駅前に13台分の駐車場がある。

## 隣の駅
井原鉄道
■井原線
子守唄の里高屋駅 - 御領駅 - 湯野駅